# De klas van Frieda
De klas van Frieda was een laatavondquiz op Eén met Frieda Van Wijck. In 2010 werd het eerste seizoen uitgezonden, in 2011 liep het tweede seizoen. In het voorjaar van 2012 liep het derde seizoen. Eind 2012-begin 2013 liep het vierde seizoen waarin de finalisten van dit seizoen het opnamen tegen de slimste leerlingen van het vorige jaar. In maart 2014 volgde een vijfde seizoen.
De eerste drie seizoenen werden dagelijks uitgezonden van maandag tot en met vrijdag en vanaf het derde seizoen werd het programma wekelijks uitgezonden op zaterdag.

## Concept
In 'De klas van Frieda' stelt Frieda Van Wijck elke aflevering vier bekende Vlamingen vragen.
De vier zitten per twee aan een bank en nemen het in vijf rondes tegen elkaar op. In het eindexamen vochten de leerlingen van de slimste bank in de eerste twee seizoenen onder elkaar uit wie de titel van primus van de klas verdient. De winnaar kreeg een vrij waardeloze prijs. In het derde seizoen speelt het winnende duo samen en wordt op het einde van het seizoen een gouden Frieda gegeven aan het beste duo. In het vierde seizoen speelt het beste duo van het seizoen tegen het winnende duo van het vorige seizoen. Ook in dit seizoen krijgt het winnende duo een gouden Frieda.
In het derde seizoen namen Marcel Vanthilt en Michiel Devlieger het op tegen Gili en Cédric Van Branteghem. Beide duo's mochten nogmaals het eindexamen spelen en Vanthilt en Devlieger wonnen de 'gouden Frieda' met een seconde verschil.

## Spelrondes

### Overzicht
|                       | Ronde 1             | Ronde 2        | Ronde 3               | Ronde 4      | Ronde 5    | Finale                    |
| --------------------- | ------------------- | -------------- | --------------------- | ------------ | ---------- | ------------------------- |
| Seizoen 1 (2010)      | Schooltelevisie     | De spreekbeurt | Groepswerk (versie 1) | De vakleraar | Juist/fout | Het eindexamen (versie 1) |
| Seizoen 2 (2011)      | Schooltelevisie     | De spreekbeurt | Groepswerk (versie 2) | De vakleraar | Juist/fout | Het eindexamen (versie 1) |
| Seizoen 3 (2012)      | Verplichte leerstof | Woordenschat   | Groepswerk (versie 2) | De vakleraar | Juist/fout | Het eindexamen (versie 2) |
| Seizoen 4 (2012-2013) | Verplichte leerstof | Woordenschat   | Groepswerk (versie 2) | De vakleraar | Juist/fout | Het eindexamen (versie 2) |
| Seizoen 5 (2014)      | Het eerste lesuur   | Woordenschat   | Groepswerk (versie 2) | De vakleraar | Juist/fout | Het eindexamen (versie 2) |

### Toelichting
Schooltelevisie
De kandidaten beantwoorden vragen over en rond twee schooltelevisiefragmenten van de VRT.
Verplichte leerstof
De vragen worden gesteld door vier leerlingen uit een school.
Het eerste lesuur
De leden van het ene team krijgen vragen over de leden van het andere team.
De spreekbeurt
De kandidaten geven per team een spreekbeurt over een opgelegd thema. De spreekbeurt wordt afgelezen van de autocue. Acht woorden zijn weggelaten en dienen om de beurt door de kandidaten ingevuld te worden.
Woordenschat
Eén kandidaat omschrijft een begrip met één woord. De andere kandidaat probeert het woord te raden.
Groepswerk (versie 1)
De kandidaten moeten acht foto's in de juiste volgorde leggen: bijvoorbeeld bekende personen naar leeftijd rangschikken of dieren van traag naar snel.
Groepswerk (versie 2)
De kandidaten moeten kernwoorden bij de bijhorende foto's plaatsen. Er zijn echter meer kernwoorden dan foto's.
De vakleraar
Een BV-vakleraar komt langs om zes vragen te stellen over een minder alledaags onderwerp.
Juist/fout
Iedere kandidaat krijgt tien beelden met onderschrift te zien en moet binnen de vier seconden zeggen of beeld en onderschrift bij elkaar passen.
Het eindexamen (versie 1)
De twee kandidaten van de winnende bank nemen het tegen elkaar op. Frieda stelt vragen waarvan de antwoorden allemaal met dezelfde letter beginnen. Elk goed antwoord levert een punt op. Bij een fout antwoord gaat het punt naar de tegenstander. De kandidaat die als eerste 10 punten behaalt, is de primus van de klas.
Het eindexamen (versie 2)
De twee kandidaten van de winnende bank spelen nog steeds met elkaar en gaan met de rug naar elkaar staan. Frieda stelt een vraag waarvan het antwoord bestaat uit twee delen. Elke kandidaat zegt één deel. De twee duo's die dit eindspel het snelst tot een goed einde weten te brengen, spelen in de slotaflevering tegen elkaar om de "Gouden Frieda".